# Стельнов Ігор Анатолійович
Ігор Анатолійович Стельнов (рос. Игорь Анатольевич Стельнов; 12 лютого 1963, Москва, СРСР — 24 березня 2009, Москва, Росія) — радянський і російський хокеїст, захисник. 

## Біографія
Навчався в спортивній школі ЦСКА. У 1981—1991, 1996-98 грав в ЦСКА, 1991-92 — в «Хімік» (Воскресенськ), 1992-93 — «Регле» (Енгельгольм), 1994 — ХК «Азіаго» (Італія). У чемпіонатах СРСР і Росії — 409 матчів, 20 голів.
Чемпіон СРСР 1982—1989, другий призер 1990. Володар Кубка СРСР (1990).
Дворазовий олімпійський чемпіон (1984, 1988), чемпіон світу 1986, срібний призер Чемпіонату світу 1987, 2-разовий чемпіон Європи (1986, 1987).
Фіналіст розіграшу Кубка Канади 1987, учасник розіграшу Кубка Канади 1984 (15 матчів, 1 гол). На чемпіонатах світу, Європи і олімпійських іграх провів 34 матчі, закинув 2 голи. Володар Кубка європейських чемпіонів (1982, 1983, 1984, 1985, 1986, 1988, 1989, 1990). В єврокубках закинув 2 шайби.
Заслужений майстер спорту СРСР (1984).
З 2004 по 2009 роки — тренер ХК МВС.
Помер у Москві 24 березня 2009 року на 47-му році життя. 20 жовтня того ж року його пам'ять вшанували в урочистій обстановці перед матчем КХЛ між ХК МВС і СКА.

## Нагороди
- Медаль «За трудову відзнаку» (1984)
- Орден «Знак Пошани» (1988)